# Zeitgenössische japanische Kunst
Die japanische zeitgenössische Kunst orientiert sich zu großen Teilen an der globalen zeitgenössischen Kunst, bezieht ihre Einflüsse allerdings auch aus der japanischen Tradition, der Präsenz einer dichtbesiedelten urbanen Umwelt und verschiedener Traumata, die Japan seit Mitte der 1940er-Jahre erlebte (Niederlage im Zweiten Weltkrieg, Atombombenabwürfe, Erdbeben, Wirtschaftskrise usw.), führte zu einer vielfältigen Kunst, die im Westen nur wenig bekannt ist. Zudem hat der Einfluss der ursprünglichen Avantgarde-Bewegung (Gutai), die sich seit 1956 entwickelte, die zeitgenössische Kunst bis heute deutlich geprägt.

## Fortführung der traditionellen japanischen Ästhetik
Zahlreiche Künstler setzen die klassische japanische Kunst (z. B. die Malerei auf Wandschirmen, Holzschnitte, Kalligrafie oder Ikebana) fort und erneuern sie.
Wichtige Künstler:
- Tenmyōya Hisashi (* 1966 in Tokio)
- Suda Yoshihiro (* 1969 in Yamanashi) stellt Miniaturinstallationen her, deren Blüten und Blätter montierte und bemalte Skulpturen aus Magnolienholz sind.
- Hotori Miyoko (* 1927) und Morita Rieko (* 1955) verwenden bei der traditionellen Blumenmalerei auf Kimonos relativ ähnliche Stile, gehören aber verschiedenen Generationen an.
- Sugiyama Isao (* 1954)

## Abstrakte Kunst
Nach dem Abschied von der Avantgarde ist die Abstraktion eine Tendenz in der weltweiten zeitgenössischen Kunstszene geworden. Sie wird in Japan unter anderem von folgenden Künstlern vertreten:
- Isamu Noguchi (* 1904 in Los Angeles; † 1988) war ein amerikanisch-japanischer Künstler und arbeitete in New York, Tokio und Paris. Seine Marmorskulpturen sind vor allem im Kunstmuseum in Yokohama zu sehen.
- Yamazaki Taihō
- Inoue Yūichi
- Tanaka Ikkō
- Ishikawa Tadaichi (* 1937)
- Sugai Kumi arbeitete in Paris und Tokio.
- Tanaka Atsuko (* 1932 in Osaka; † 2005 bei Nara)
- Sumikawa Kiichi (* 1931 in Tokio) fertigt Skulpturen aus Holz und Metall.

## Minimalistische Kunst und Land Art
Minimalismus und Land Art werden unter anderem von folgenden Künstlern vertreten:
- Tsuchiya Kimio (* 1955 in Fukui) lebt und arbeitet in Tokio und realisiert große, minimalistische Skulpturen und Installationen aus Rohmaterialien unter freiem Himmel.
- Hayami Shiro (* 1927) ist spezialisiert auf Installationen in der freien Natur.
- Shingu Susumu (* 1937) lebt in Sanda, arbeitet in Osaka und ist bekannt für Windskulpturen und Gestaltungen mit Wasser. Er hat eine „Karawane des Windes“ ins Leben gerufen.[1]

## Pop-Art
Die meisten jungen Japaner sind seit frühester Kindheit geprägt von der Ästhetik von Anime, Manga, Videospielen und Videotelefonen. Dies führte zur Ausprägung einer eigenen Pop-Art-Richtung.
Bedeutende Künstler dieser Strömung sind:
- Nishiyama Minako (* 1965 in Hyōgo)
- Amano Yoshitaka (* 1952 in Shizuoka)
- Takashi Murakami (* 1962 Tokio)
- Masuyama Hiroshi (* 1943 in Tokio)
- Tokoro Yukinori (* 1961) lebt und arbeitet in Osaka.
- Yokoo Tadanori (* 1936 in der Präfektur Hyōgo)
- Yamaguchi Akira (* 1969 in Tokio)

## Auf der Suche nach Identität
Nachdem Japaner seit ihrer frühesten Jugend eine Schuluniform getragen haben, ziehen sie vor allem zwischen 18 und 25 sehr farbige und oft provokante Kleidung an. Für die meisten bedeutet die erste bezahlte Anstellung danach die Rückkehr zu gedeckter Kleidung und dem weißen Hemd des Salaryman oder dem strikten Dresscode der Office Lady.
Die Künstler, die das „Gewöhnliche“ verlassen wollen, bedienen sich der Provokation, der Träumerei oder einer Übertreibung der Banalität ihrer Umwelt.
Wichtige Künstler dieser Strömung sind:
- Aida Makoto (* 1965 in Niigata)
- Yoshida Kimiko (* 1962 in Tokio)
- Kusama Yayoi (* 1929 in Matsumoto)
- Morimura Yasumasa (* 1951 in Osaka)
- Yamaneko Tadashi (* 1970 in Nyugawa)
- Miwa Yanagi (* 1967 in Kōbe)
- Kobayashi Takanobu (* 1960), lebt in Tokio
- Mori Mariko (* 1967 in Tokio)

## Omnipräsenz von Stadt und Technik
75 % aller Japaner leben in der großen urbanisierten Küstenebene zwischen Tokio und Osaka. Fernsehen, Breitband-Internet und Mobiltelefone haben hier einen der höchsten Verbreitungsgrade in der ganzen Welt, dazu kommt die Allgegenwart von Elektronik und Automaten.
Die Produktionen von Künstlern, die diese Einflüsse aufgreifen, sind oft unbearbeitete Fotografien oder hyperrealistische Acryltafeln.
Hauptkünstler dieser Strömung sind:
- Hatakeyama Naoya (* 1958 in der Präfektur Iwate)
- Miyashita Maki (* 1978), Fotograf, lebt in Tokio
- Moriyama Daidō (* 1938 in Ikeda nahe Osaka)
- Kisu Humiyu (* 1958)
- Miyajima Tatsuo (* 1957 in Tokio)